# Ǧ
Ǧ،ǧ یا G ِ هفتک‌دار یکی از حروف الفبای لاتین است. 

## کاربردها
- در الفبای رومانی و سامی اسکولت این حرف نشان‌دهندهٔ آوای  [ɟ͡ʝ] می‌باشد.
- تا میانه‌های سدهٔ نوزدهم در الفباهای چکی و اسلواکیایی از Ǧ برای نشان‌دادن آوای گ استفاده‌می‌شد. در آن زمان در این زبان‌ها G نشان‌دهندهٔ آوای /j/ (ی) بود.
- در نویسه‌گردانی زبان پشتو به لاتین از ǧ برای نشان‌دادن غ استفاده می‌شود.
- در الفبای لاتین بربر این نویسه نشان‌دهندهٔ آوای [d͡ʒ] است.
- در زبان لاکوتا ǧ نشان‌دهندهٔ آوای /ʁ/ است.
- در استاندارد نویسه‌گردانی عربی DIN 31635، ‎ǧ نشان‌دهندهٔ حرف ج است.

## منبع
Wikipedia contributors, "Ǧ," Wikipedia, The Free Encyclopedia, http://en.wikipedia.org/w/index.php?title=%C7%A6&oldid=607665458 (accessed July 14, 2014). 